# Maria Emanuel van Saksen
Maria Emanuel markies van Meißen, prins en hertog van Saksen (Regensburg, 31 januari 1926 – La Tour-de-Peilz, 23 juli 2012) was van 1968 tot 2012 het hoofd van de Albertinische linie van het huis Wettin. Leden van het huis Wettin waren tot 1918 koning van het voormalige koninkrijk Saksen
Maria Emanuel was een zoon van Frederik Christiaan van Saksen en Elisabeth Helene von Thurn und Taxis
Op 22 (burgerlijk) / 23 juni (kerkelijk) 1962 trouwde hij met Anastasia-Luise prinses von Anhalt (1940), dochter van Eugen prins von Anhalt (1903-1980) en de niet-adellijke, dus niet ebenbürtige Anastasia Jungmeier (1901-1970). Het paar bleef kinderloos maar adopteerde op 26 mei 1999 Alexander van Saksen-Gessaphe. Alexander is aangewezen als de opvolger van Maria Emanuel als hoofd van het huis Wettin, aangezien de oudere neven volgens de huiswetten niet ebenbürtig zijn: hun moeder is van burgerlijke afkomst en zij kunnen daardoor niet de rol van familiehoofd vervullen.